# Курм
Курм (фр. Courmes) — коммуна на юго-востоке Франции в регионе Прованс — Альпы — Лазурный берег, департамент Приморские Альпы, округ Грас, кантон Вальбонн. До марта 2015 года коммуна административно входила в состав упразднённого кантона Ле-Бар-сюр-Лу (округ Грас).
Площадь коммуны — 15,71 км², население — 93 человека (2006) с тенденцией к росту: 106 человек (2012), плотность населения — 6,7 чел/км².

## Население
Население коммуны в 2011 году составляло — 98 человек, а в 2012 году — 106 человек.
| 1962 | 1968 | 1975 | 1982 | 1990 | 1999 | 2004 | 2006 | 2009 | 2011 | 2012 |
| ---- | ---- | ---- | ---- | ---- | ---- | ---- | ---- | ---- | ---- | ---- |
| 34   | 26   | 42   | 60   | 64   | 88   | 88   | 93   | 98   | 98   | 106  |

Динамика численности населения:

## Экономика
В 2010 году из 73 человек трудоспособного возраста (от 15 до 64 лет) 55 были экономически активными, 18 — неактивными (показатель активности 75,3 %, в 1999 году — 71,2 %). Из 55 активных трудоспособных жителей работали 47 человек (26 мужчин и 21 женщина), 8 числились безработными (4 мужчины и 4 женщины). Среди 18 трудоспособных неактивных граждан 3 были учениками либо студентами, 4 — пенсионерами, а ещё 11 — были неактивны в силу других причин.